# O Imbecil Coletivo
O Imbecil Coletivo (estilizado em caixa alta) é um livro do teórico da conspiração e ideólogo Olavo de Carvalho, publicado em 1996.
A obra é dividida em dois volumes, O Imbecil Coletivo: atualidades inculturais brasileiras e O Imbecil Coletivo II: a longa marcha da vaca para o brejo e logo atrás dela, os filhos da PUC, às quais obras juntas formam para ensinança dos pequenos e escarmento dos grandes. O livro ainda encerra a trilogia iniciada com a obra A nova era e a revolução cultural (1994) e prosseguida com O Jardim das Aflições (1995). Contudo, cada um dos três livros pode ser compreendido sem os outros dois, embora a leitura conjunta possa dar ao leitor uma compreensão mais profunda e aprimorada da ideia geral contemplada nessa trilogia. O livro tem sido listado como um dos mais vendidos das obras já produzidas pelo autor juntamente com O mínimo que você precisa para não ser um idiota (2013), recebendo a parte I seis edições em apenas oito meses de lançamento.
Em fevereiro de 2017, Olavo e a Editora Record fecharam acordo para uma nova edição do livro. Em 29 de abril de 2018, data de seu aniversário de 71 anos, foi lançada a capa da nova edição. A pré-venda, que conquistou o primeiro lugar da Amazon na categoria "Comentários Políticos e Opinião" e terceiro lugar geral, foi anunciada em 6 de agosto, enquanto o lançamento em 24 de setembro. Na primeira semana de vendas, ocupou a liderança do ranking da Veja na categoria não-ficção, ocupando na segunda o sexto lugar.
Para um pequeno ciclo de alunos, lia anotações que fazia sobre as "besteiras" da mídia nacional. Tais anotações formaram O imbecil coletivo, que viria a ser exposto na Bienal do Livro no ano de publicação, 1996.

## O livro
O autor faz uma análise e reflexão sobre aquilo que ele acredita ser o fenômeno da decadência intelectual do Brasil e, para tanto, apresenta exemplos e implicações do que seria esse mal. Para Olavo, a origem ou os responsáveis pelo fenômeno são a própria academia e a nova geração de intelectuais brasileiros, os quais se "imbecilizariam uns aos outros" e reproduziriam o "imbecil coletivo" em grande escala. No raciocínio do autor, os personagens que ali são tratados seriam "indivíduos inteligentes, razoavelmente cultos, porém, corrompidos pela autointoxicação ideológica e por um corporativismo de partido que, alçando-os a posições muito superiores aos seus méritos, deformavam completamente sua visão do universo e de si mesmos". A ideia de "imbecil coletivo", paródia do "intelectual coletivo" de Antonio Gramsci, estaria também muito ligada à de desonestidade intelectual. Alguns dos vários temas polêmicos abordados são a relação entre religião e marketing e a responsabilidade que intelectuais podem ter no aumento de crimes.
Afirmou Carvalho que "a técnica que emprego em O Imbecil Coletivo é explicitar as teses subentendidas na produção cultural brasileira, e em seguida examiná-las criticamente. Em muitos casos, torna-se claro que a única força delas residia no fato de permanecerem escondidas: uma vez trazidas à luz, sua absurdidade salta aos olhos", e que o livro "não tem só o propósito de denunciar um estado de fato, mas de desentranhar as raízes intelectuais de certas crenças e hábitos que deprimem e enfraquecem a inteligência humana."

## Repercussão
O livro, após a sua publicação, motivou grande controvérsia, com avaliações divididas entre aqueles que endossaram as considerações feitas pelo autor e aqueles que o rechaçaram por completo, por considerar os seus apontamentos uma tentativa pretensiosa e leviana de desqualificar a atividade acadêmica brasileira. Segundo o próprio o autor, O Imbecil Coletivo lhe deu "uma encrenca dos diabos" e o lançou em polêmicas de imprensa, as quais ele não procurou, embora considere que tenha se saído delas muito bem. Ele considera também que a obra, junto com sua coluna n'O Globo, representou a "quebra da hegemonia intelectual da esquerda" e abriu "para liberais e conservadores um espaço que lhes era negado desde os anos 80 pelo menos".
Em 1998, Gilberto Vasconcellos discorreu na Folha de S.Paulo sobre a parte II: "(...)  Hoje a batalha do senhor Olavo de Carvalho se concentra no ataque obstinado à 'esquerda', como se esta ditasse as cartas na universidade e na mídia, quando na verdade é o liberalismo a espuma flutuante da ideologia brasileira há décadas. Desconheço se o autor é um 'defroqué' do marxismo, ou senão um ex-marxólogo arrependido, todavia sua investida contra a 'esquerda' apresenta um quadro de feitura eclética e heteróclita, como se o pensamento esquerdista fosse a mistura de Gramsci, o abominável, com Candessus, o dândi sedutor do FMI (Fundo Monetário Internacional)". A resposta de Olavo às críticas de Vasconcellos foi publicada no mesmo jornal uma semana depois. Entrevistando Carvalho no ano de 1996, o jornalista Pedro Bial definiu a obra como um "volume demolidor". Bruno Tolentino, como citado por Bial na entrevista, afirmou que "O Imbecil Coletivo foi um livro destinado a fazer barulho. Sem aquela barulheira toda a obra de Olavo de Carvalho nunca teria acontecido".
Em 2014, Rodrigo Gurgel escreveu que "(...) passados quase vinte anos desde sua primeira edição, esgotado há pelo menos um triênio, O imbecil coletivo, de Olavo de Carvalho, continua a constranger e afrontar a intelligentsia esquerdista nacional, que se mostrou, até o momento, incapaz de realizar um debate à altura das proposições olavianas, preferindo encaramujar-se na mudez aparente, por meio da qual recusa o debate franco mas porta-se como velha alcoviteira".
A romena Monica Grigorescu, ex-embaixadora no Brasil, considerou o livro corajoso, sarcástico e profético, apontando que nele o autor "descreveu o fenômeno que estamos passando hoje, o do triunfo da ignorância que demoliu os valores estabelecidos e inaugurou uma era de indiferente não-cultura".
Considerando a obra importante para oxigenar o debate, Carlos Eduardo Lins da Silva escreveu que "(...) É difícil concordar com a maioria das teses e proposições de Carvalho. Mas, provavelmente, não é esse mesmo o seu objetivo. O que ele pretende deve ser 'criar caso'. E quando o caso se desenvolve com gente de estatura similar, o leitor é quem ganha. Quem se der ao trabalho de ler pelo menos alguns dos artigos que compõem O Imbecil Coletivo I despido de preconceitos no mínimo vai se divertir um pouco, no máximo questionar algumas de suas crenças arraigadas e trabalhar intelectualmente para reafirmá-las ou (quem sabe?) até refutá-las". Ainda segundo Lins da Silva, o livro é "típico da produção de Carvalho: volumoso, denso, idiossincrático, erudito, bem-humorado e provocador."
José Maria e Silva afirmou que "(...) O sucesso de livros como O Imbecil Coletivo mostrou aos editores de jornal que havia espaço para um pensamento liberal e conservador, de caráter mais transcendental". Manuel da Costa Pinto, em crítica literária em uma revista da USP, definiu o livro como "(...) espécie de libelo anárquico contra o saber institucionalizado que tem na Universidade de São Paulo um de seus alvos prediletos". Luis Nassif reparou que o "processo mental que acomete os 'especialistas'" ("especialista" no sentido de, segundo ele, pessoa que "aplica cegamente um receituário pronto, sem se incomodar com a análise da realidade") foi "exemplarmente avacalhado por Olavo de Carvalho em seu Imbecil Coletivo". Segundo Gilbraz Aragão, Olavo "exorciza diabos e anjos da nossa produção cultural em O Imbecil Coletivo".
Em entrevista com Olavo publicada pela revista República em 1997, Wagner Carelli escreveu que nas páginas do livro revela-se "(...) o que possa haver de distinto na expressão intelectual brasileira, hoje: originalidade, sabedoria, abrangência, discernimento, critério e uma inabalável crença, em meio à mais aguda e dolorosa crítica, na inteligência do ser humano." A entrevista foi tema da capa daquela edição, sendo uma ilustração do imbecil coletivo feita por Cárcamo.
Em artigo iniciado com a definição feita por Olavo de imbecil coletivo, o escritor Roberto Campos o classificou como "filósofo de grande erudição". Já Paulo Francis aclamou o livro como "imperdível". Carelli afirma que Francis conheceu Carvalho por essa obra, com que ficou deslumbrado. Otávio Frias Filho destacou o ataque ao ideário "progressista", que teria sido submetido "a uma revisão brutal, às vezes vulgar, às vezes capciosa, quase sempre argumentada com clareza e precisão", considerando o resultado algo "escandaloso". Para Percival Puggina, o escritor esmiuçou brilhantemente um mesmo tema que Nelson Rodrigues havia abordado em 1970, a "socialização do idiota". O livro suscitou de Herberto Sales a declaração: "sua obra [de Olavo de Carvalho] tem como o sopro de uma epopeia da palavra, a palavra destemidamente lúcida e generosamente insurgente, rebelde e justa, brava e exata".
José Osvaldo de Meira Penna atentou na crítica a Kant feita no livro, considerando-o uma importante referência nacional sobre o kantismo: "O filósofo paulista faz diversas referências ao de Königsberg em sua obra de grande impacto polêmico, num sentido que não consigo exatamente definir. Em O Imbecil Coletivo, que é de 1996, com várias edições posteriores, Olavo já acentua que 'uma consciência moral cindida, que afirma no plano da conduta o que nega no dos princípios, é uma herança moral do kantismo', argumentando que a contradição entre a metafísica de Kant e o imperativo categórico, ao qual o homem 'deveria curvar-se simplesmente porque sim', cria um 'abismo entre inteligência e vontade', nunca superada pelo filósofo". Em 1996, Penna já elogiava o livro, afirmando que com ele o autor "presta um inestimável serviço nesta nossa atualidade incultural".
Em A Corrupção da Inteligência, Flávio Gordon escreve que o livro de Olavo "(...) foi saudado como grande acontecimento cultural por intelectuais da velha guarda (incluindo os que divergiam politicamente do autor), nomes como J. O. Meira Penna, Paulo Francis, Herberto Sales, Ângelo Monteiro, Jorge Amado, Carlos Heitor Cony, Bruno Tolentino, entre outros. No entanto, ele também provocou um verdadeiro surto de pânico na arraia-miúda do establishment intelectual de esquerda, até então intocável e protegido qual um vaso de cristal".
Ângelo Monteiro conta que conheceu Olavo no fim dos anos 90, afirmando que O Imbecil Coletivo foi a maior crítica cultural que "havia lido até então de um autor brasileiro".